# Colección Estatal Zoológica de Múnich

## Colección estatal Zoológica de Múnich.
traducido de: https://de.wikipedia.org/wiki/Zoologische_Staatssammlung_München

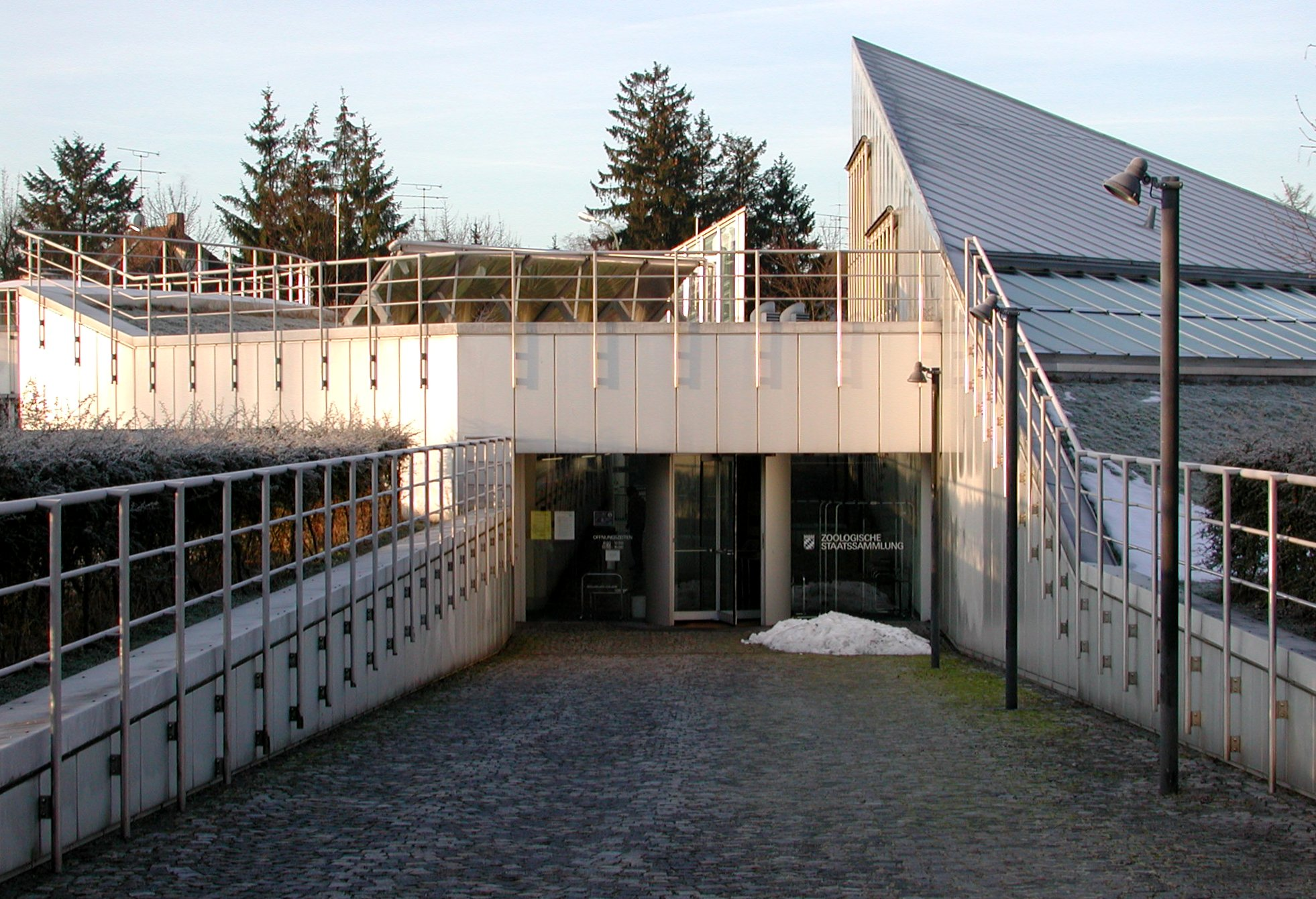
Zoologische Staatssammlung München

Entrada principal de la colección estatal del zoológico de Múnich. 
| calizacióno                   | tado de Bavieras    |
| ----------------------------- | ------------------- |
| calización de la instalacióno | nichú               |
| po de investigacióni          | vestigación básican |
| máticae                       | ologíao             |
| stióne                        | rhard Spuzsnare     |
| gina webá ñ a                 | tp://www.zsm.de/t   |

La Colección Estatal Zoológica de Múnich (ZSM por las siglas en alemán) es un instituto de investigación de la República de Baviera para la clasificación zoológica y sus aplicaciones en términos más generales. Igualmente, la Colección Estatal Zoológica es una de las colecciones de investigación zoológica más antiguas y tradicionales, así como una de las diez más importantes del mundo. Está sujeta a la supervisión técnica y de servicio de la Dirección General de las Colecciones Nacionales de Ciencias Naturales de Baviera (en alemán Staatliche Naturwissenschaftliche Sammlungen Bayerns) y, por tanto, integrada en su red de investigación.

### Ubicación
La Colección Estatal Zoológica tiene su sede en el distrito de Obermenzing, en la calle Münchhausenstr.

### Colección
La Colección Estatal Zoológica tiene archivados aproximadamente 25 millones de unidades de inventario (artículos de colección zoológica), y aproximadamente el 90% de las especies registradas son insectos. Prácticamente todo el reino animal está representado en esta colección. En la historia de la colección se han desarrollado puntos focales, como los invertebrados: cnidarios, crustáceos, ácaros, equinodermos y milpiés; insectos: himenópteros, coleópteros, mariposas e insectos de dos alas; en los vertebrados: peces, anfibios, reptiles, aves, y especialmente mamíferos. Entre los objetos de colección más antiguos se encuentran especímenes de la colección de historia natural de Wittelsbach, así como erizos de mar de la colección de Jakob Theodor Klein, que data de antes de 1740, y las mariposas de Eugen Johann Christoph Esper.
Con más de 10 millones de objetos individuales, la Colección Estatal Zoológica dispone de la colección de mariposas más grande del mundo conocido. Además, se archivan especies raras y parcialmente extintas, como el Quagga, que se exhibe en el Museo del Hombre y la Naturaleza (otro museo de las Staatlichen Naturwissenschaftlichen Sammlungen Bayerns). Recientemente, se ha redescubierto un ejemplar disecado de un Alca gigante.
Otras secciones importantes a nivel mundial se encuentran, por ejemplo, en herpetología (reptiles del área de Himalaya, ranas de Madagascar), mamíferos (animales grandes, primates y pequeños mamíferos centroeuropeos de Gewölen), aves (colibríes, darwinfinken, aves del paraíso), escarabajos (escarabajo de tierra, escarabajo negro), himenópteros (la mayor colección de himenópteros de Alemania) y la colección de ácaros de varios miles de tipos

#### Extensiones importantes de las colecciones
- Expedición de investigación brasileña (Johann Baptist von Spix], 1817 a 1820)
- Colección del duque [Maximilian von Leuchtenberg] (adquirida en 1858)
- Colección de los hermanos Sturm (adquirida en 1874)
Objetos zoológicos de la llamada "colección estadounidense" de la princesa Teresa de Baviera (adquirida en 1926 por disposición testamentaria)
Museo Witt (cooperación desde 2000)

### Biblioteca
La biblioteca de referencia comprende más de 120.000 volúmenes y 1.000 publicaciones periódicas activas. La Colección estatal publica sus revistas zoológicas propias, de las cuales la más importante es Spixiana.

### Otras tareas
Además de su misión de investigación, la Colección Zoológica Estatal apoya los museos de historia natural con el asesoramiento de expertos y en parte con los objetos que pone a disposición para fines de exhibición. Al mismo tiempo, redacta informes para el gobierno del estado bávaro y los municipios. Los ciudadanos también pueden obtener asesoramiento de científicos sobre cuestiones de plagas. 
La ZSM también realiza conferencias públicas, exposiciones, giras y una jornada de puertas abiertas anual. Muchos empleados científicos participan activamente en la enseñanza de la Universidad Ludwig-Maximilian de Múnich (Ludwig-Maximilians-Universität en alemán). También se hacen prácticas y seminarios en las salas de la ZSM.

### Estructura
El ZSM dispone de 16 científicos permanentes (conservadores), quienes supervisan las siguientes secciones en tres departamentos: 
- Vertebrados: Herpetología, ictiología, ornitología y mamalogía. 
- Insectos: Coleópteros, Dípteros, Hemípteros, Himenópteros, Insectos varios y Lepidópteros. 
- Invertebrados: Artrópodos varios, Invertebrados varios y Moluscos. 
Hay laboratorios comunes (histología, laboratorio de ADN), grandes dispositivos comunes (micro-TC, REM) y otros. 

### Historia.

#### Antecedentes.
El rey Maximiliano I. de Baviera subordina a la Real Academia de Ciencias, por medio de su certificado constitucional de 1 de mayo de 1807, los gabinetes privados zoológicos, botánicos y mineralogía de la Casa de Wittelsbach, que consistían principalmente en la llamada colección ducal y la colección Kurdfälzisch-Zweibrücken Riedlschen. Las colecciones se transfirieron de la residencia al colegio Jesuita en Neuhauser Strasse (ahora una zona peatonal), que más tarde se llamó “Academia Wilhelinum” y por lo tanto también fue conocida como Alte Akademie (en alemán “Vieja Academia”). Las colecciones fueron expandidas continuamente por la familia real.

#### De la fundación hasta 1945
En 1811, se estableció un conservatorio propio para la colección zoológica-zootómica de la Academia, y el primer conservador fue Johann Baptist Ritter von Spix. Esto se considera la fundación de la Colección Estatal Zoológica. Spix amplió enormemente la colección, especialmente a través de su viaje de investigación a Brasil en los años 1817-1820. Spix formuló los principios de la actividad de colección y de la investigación científica de los ejemplares disecados; algunos de estos principios siguen siendo válidos en la actualidad. Murió en 1826. 
Ya desde 1809 la colección de la academia era públicamente accesible.
Después de que la universidad Ludwig-Maximilian de Landshut fuera reubicada en Munich en 1827, se redactaron nuevos estatutos en el mismo año, que también elevaron legalmente los conservatorios a unidades independientes. Esto hizo que la colección zoológico-zootómica de la Academia se convirtiera en el hogar de la zoología universitaria. El jefe de la colección también era al mismo tiempo profesor titular de Zoología.  El sucesor de Spix y primer profesor titular fue Gotthilf Heinrich von Schubert, seguido por Carl Theodor von Siebold y Richard von Hertwig. 
Alrededor de 1885, Richard Goldschmidt calificó a la actual Colección Zoológica Estatal como el "centro académico más grande y más internacional de zoología". 
El final de la monarquía en Baviera en 1918 trajo pocos cambios para la Colección Zoológica Estatal. A diferencia de la mayoría de los otros países, donde las colecciones independientes que surgieron de los gabinetes privados de las casas gobernantes y los gabinetes privados restantes se fusionaron con las colecciones de las respectivas universidades, en Baviera todo quedó igual. La Colección Real se convirtió, según la nueva terminología, en la "Colección estatal". Sin embargo, debido a la inflación durante la Gran Depresión, el "Fondo para la Exploración Científica del Reino", que el rey Maximiliano II estableció en su acceso al trono en 1848, expira por completo. Después de que bajo Karl von Frisch (1925-1927) se derogara la unión entre la universidad y la colección estatal y de que se completara la separación organizativa entre colección estatal e instituto universitario,  en 1932 tuvo lugar la separación física. Desde entonces, el Instituto Universitario y la Colección Estatal Zoológica son instituciones de investigación completamente independientes.
Durante la Segunda Guerra Mundial, a pesar de la prohibición de traslado –ya que el acceso al museo debía preservarse para la población–, en el verano de 1943 las colecciones y la biblioteca fueron en su mayoría trasladadas. Durante el bombardeo aliado en la noche del 25 de abril de 1944 en el centro de la ciudad de Múnich, la Alt Akademie (Vieja Academia) quedó duramente dañada. Los empleados de la Colección Estatal Zoológica, entre ellos el herpetólogo Lorenz Müller, salvaron tantos objetos de colección como pudieron durante el ataque. Sin embargo, el fuego destruyó la exposición, el departamento de peces, y se destruyeron numerosos y valiosos esqueletos. Un impacto directo diezmó las existencias herpetológicas trasladadas a Planegg , por lo que la colección de tortugas quedó completamente destruida. Las preparaciones de alcohol de la colección de invertebrados fueron saqueadas por intrusos durante la invasión de las fuerzas de ocupación estadounidenses. 

#### Después de la Segunda Guerra Mundial.

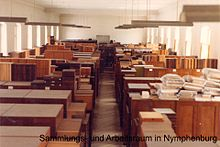

Después de que la Alte Akademie quedara destruida, la Colección Estatal Zoológica se movió provisionalmente al edificio del Museo de Caza, que por entonces se planeaba construir en el Castillo de Nymphenburg (este museo se llama ahora Deutsches Jagd- und Fischereimuseum, y está situado en la carretera Neuhauser). El Zoológico Estatal de Múnich se alojó provisionalmente en un ala lateral del Palacio de Nymphenburg de 1946 a 1985. 
Walter Forster estuvo al mando de la Colección Estatal Zoológica hasta los años 80. Estuvo en la ZSM desde 1931, y como director desde 1965 hasta 1975. A través de sus actividades, se promovió especialmente la colección de mariposas y la biblioteca. Bajo la dirección de su sucesor, Ernst Josef Fittkau, se pudo construir el nuevo edificio en Obermenzing. 
Hay 25 salas de almacenamiento que cubren más de 5.100 metros cuadrados, con aire acondicionado y están equipadas con un sistema de alarma y detección de incendios. Además, hay 70 salas de trabajo y otras disponibles (talleres, laboratorios, salas funcionales). A pesar de la planificación, varios almacenestuvieron que compactarse mediante la instalación de estantes móviles (biblioteca, mariposas y revista de lomos grandes) debido al aumento constante de las colecciones, y varios almacenes se compactaron mediante diferentes reformas. 
Desde 1995, Gerhard Haszprunar también ha sido Director de la ZSM y Profesor de Zoología Sistemática en la LMU. Gracias a esta unión personal, se establece una estrecha conexión entre la ZSM y la Facultad de Biología de LMU.

### Código de barras de ADN en el ZSM
Desde 2009, los científicos de la ZSM han estado trabajando en un programa especial para todo el mundo de Baviera y sus países vecinos con el fin de crear una "biblioteca de la vida" genética mediante la secuenciación del gen COI mitocondrial (código de barras de ADN). Sobre la base de esto, se está trabajando, junto con varios institutos de investigación alemanes, en el registro genético de toda la fauna de Alemania.

### Precios
La Colección Estatal Zoológica tiene una Fördergesellschaft, los «Medalla de Caballero de Spix.". Desde 1981, esta agencia ha otorgado la "Medalla de Caballero de Spix" a los patrocinadores y benefactores de colecciones particularmente valiosas. Desde el año 2000, la Sociedad ha otorgado el Premio de Ciencias R. J. H. Hintelmann, que está dotado con 5.000 euros a destacados científicos jóvenes del campo de la clasificación zoológica cada año.

#### Literatura sobre la historia
- Heinrich Balss: Die Zoologische Staatssammlung und das Zoologische Institut. In: Karl Alexander von Müller (Hrsg.): Die wissenschaftlichen Anstalten der Ludwig-Maximilians-Universität zu München. Chronik zur Jahrhundertfeier. Oldenbourg und Wolf, München 1926, S. 300–315.
- Ernst Joseph Fittkau: Vom Naturalienkabinett zum modernen Forschungsinstitut: Geschichte und Bedeutung der Zoologischen Staatssammlung. In: Chronik der Zoologischen Staatssammlung München. Festschrift zur Verabschiedung des Direktors der Zoologischen Staatssammlung München Prof. Dr. Ernst Josef Fittkau, 1976–1992. (= Spixiana. Supplement. Band 17). Herausgegeben von den Mitarbeitern der Zoologischen Staatssammlung. Pfeil, München 1992, ISBN 3-923871-62-7, S. 24–34, (online).

#### Literatura sobre el nuevo edificio
- Hubert Fechter: Der Neubau der Zoologischen Staatssammlung München. In: Chronik der Zoologischen Staatssammlung München. Festschrift zur Verabschiedung des Direktors der Zoologischen Staatssammlung München Prof. Dr. Ernst Josef Fittkau, 1976–1992. (= Spixiana. Supplement. Band 17). Herausgegeben von den Mitarbeitern der Zoologischen Staatssammlung. Pfeil, München 1992, ISBN 3-923871-62-7, S. 176–188, online.
- Klaus Schönitzer, Michael Wolf, Liu Lan-Yu: Energy Efficiency by Means of Architecture and Engineering: The Bavarian State Collection of Zoology. In: Museology Quarterly. (Taichung), Band 23, Nr. 4, 2009, S. 23–42, (Digitalisat, PDF; 2,5 MB).